# هاوانا سولان
هاوانا سولان (انگلیسی: Havana Solaun؛ زادهٔ ۲۳ فوریهٔ ۱۹۹۳) بازیکن فوتبال اهل جامائیکا است.
از باشگاه‌هایی که در آن بازی کرده‌است می‌توان به باشگاه فوتبال رین اشاره کرد.
وی همچنین در تیم‌های ملی فوتبال United States women's national under-17 soccer team، زیر ۲۳ سال زنان ایالات متحده آمریکا، و زنان جامائیکا بازی کرده‌است.